# Takeichi Nishi
Takeichi Nishi, född 12 juli 1902 i Azubu, nuvarande Minato, Tokyo, död 22 mars 1945 i Iwo Jima, var en japansk ryttare.
Nishi blev olympisk mästare i hoppning vid sommarspelen 1932 i Los Angeles.